# Nová Pec
Nová Pec là một làng thuộc huyện Prachatice, vùng Jihočeský, Cộng hòa Séc.